# 148 f.Kr.
| 148 f.Kr.          |
| ------------------ |
| Dødsfald - Fødsler |

## Dødsfald
Masinissa, konge af Numidien.